# 平舟原缨口鳅
平舟原缨口鳅（学名：Vanmanenia pingchowensis）为平鳍鳅科原缨口鳅属的鱼类，俗名揽石婆、朴石鱼、梨头适，是中国的特有物种。分布于珠江水系各支流、乌江、沅江、湘江等。该物种的模式产地在贵州平塘县平舟。其种加词“pingchowensis”意为“贵州省平塘县平舟镇的”。